# Législation sur le tabac en France
Pour les autres articles nationaux ou selon les autres juridictions, voir Législation sur le tabac.
En France, le tabac fait l'objet d'une législation spécifique qui concerne à la fois sa taxation mais aussi son utilisation et sa promotion de plus en plus restreinte.

## Historique
Sous le régime du monopole d’État jusqu'en 1976, le tabac passe sous le régime du marché commun européen à partir de 1976.

### Ancien régime
Le tabac a été interdit dans les églises par le Vatican en 1604 et dans toute l'Europe. La France est l'un des premiers pays européens à l'avoir autorisé.

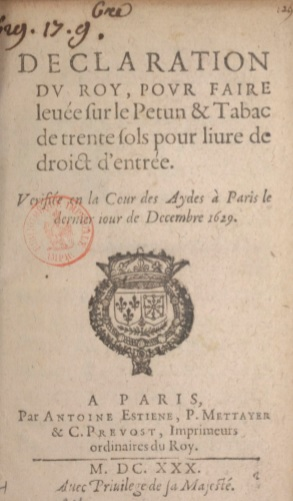
Droit d'entrée tabac en France 1629.

Le tabac a été l'objet d'une législation fiscale depuis Louis XIII. Dans une déclaration royale de 1629, il fixe à trente sol la livre le droit d'entrée du tabac sur le territoire du royaume, exception faite à la compagnie dressée par le cardinal de Richelieu qui en est exemptée.
En 1674, cette fiscalité est confirmée par le roi Louis XIV.

« L'usage du Tabac étant devenu si commun dans tous les États qu'il a donné lieu à la plupart des Princes voisins de faire de ce commerce l'un de leurs principaux revenus ; Nous avons cru que nous pouvions nous en établir un semblable dans nos États par le débit du Tabac ; & Nous avons trouvé la proposition qui nous en a été faite, d'autant plus raisonnable que ce n'est point une denrée nécessaire pour la santé, ni pour l'entretien de la vie »

— Recueil des déclarations, édits, lettres patentes, et arrêts du Conseil d'État du Roi, enregistrés au Parlement de Dijon, depuis mil six cent soixante-six jusqu'à la presente année 1689.
En 1699, l'école de médecine de Paris considère que le tabac abrège la vie.
En 1719, la Compagnie des Indes gagne le marché de l'approvisionnement du royaume en tabacs étrangers.

### De la révolution à 1976
L'Assemblée nationale constituante abolit la régie créée par Richelieu.
Vers 1810, Napoléon Ier rétablit le monopole d’État,.
En 1926, le monopole est recréé sous la forme de la Société d'exploitation industrielle des tabacs. En 1935, l'incorporation du monopole des allumettes en fait le service ou la société Seita qui devient un établissement public à caractère industriel et commercial en France entre 1959 et 1961.
Si la promotion et l'utilisation du tabac sont de plus en plus encadrées, cela n'a pas toujours été le cas. Jusqu'en 1972, l'État français a facilité la consommation de tabac par l'octroi gratuit de paquets de cigarettes aux conscrits ; c'est le tabac de troupe.
La Seita a également développé des campagnes de publicité pour promouvoir les produits les plus rentables au détriment des autres :

« inciter les consommateurs à se porter vers les produits les plus chers (...)  vendre de l’impôt en même temps que l’on vend des produits manufacturés qui plaisent aux consommateurs »

— Pierre Grimanelli, directeur général du SEITA entre 1954 et 1967,.
Jusqu'en 1976, la publicité était autorisée au cinéma et dans les compétitions sportives mais n'était pas présente à la télévision.

### Depuis 1976 ouverture à la concurrence et restriction de publicité
À partir de 1967, la Commission du marché commun propose le retour à la liberté de culture du tabac et la suppression progressive du monopole d'importation. Cette logique s'ancre dans une consommation de tabac supérieure à la production locale. Elle vise à réduire aux frontières européennes les taxes d'importation du tabac extra-européen, les couts supérieurs de la production européenne de tabac seraient compensés par des subventions agricoles européennes pour le tabac, principalement italien et français. En échange, les fabricants de cigarettes du Benelux et d'Allemagne pourraient librement commercialiser leurs cigarette dans le marché commun dont la France.
En 1976, la fin du monopole d’importation et de commercialisation des tabacs en France est opérée après qu'entre 1970 et 1976 la communauté économique européenne ait harmonisé la méthode de calcul du taux d'humidité pour l'organisation commune des marchés dans le secteur du tabac brut.
Le 9 juillet 1976, la loi Veil impose la mention « abus dangereux », interdit la publicité pour le tabac et le parrainage des compétitions sportives. Le tabac est interdit dans certains lieux publics : hôpitaux, locaux qui reçoivent des mineurs, locaux où l'alimentation est manipulée. La loi de 1976 interdit la publicité dans la presse, par radio, télévision, cinéma et autres annonces, et proscrit les affiches, panneaux, réclames, prospectus et enseignes.
Avec l'ouverture à la concurrence, le budget publicité de la Seita augmente néanmoins : il passe de 29 millions de francs en 1978 à 182 millions en 1988.
La loi Évin de 1991 renforce ces restrictions.
Jusqu'en 1995, l'État français siège au conseil d'administration de la Seita, qui détient le monopole national de fabrication et de distribution des produits du tabac. À partir de cette date, l'entreprise est privatisée et le monopole d’État est supprimé mais la vente des cigarettes ne peut toujours avoir lieu que dans les débits de tabac.
Quelques années après la découverte presque simultanée des effets cancérigènes du tabac en Grande-Bretagne et aux États-Unis en 1950 et au cours des années suivantes, de grandes campagnes de prévention sont lancées dans ces deux pays. En France, la législation sur le tabac ne s'impose qu’au milieu des années 1970 avec Simone Veil, alors ministre de la Santé, qui fait voter la loi qui porte son nom. L'efficacité des campagnes antitabac de l'Inpes repose depuis lors en partie sur le fait qu’elles peuvent s’appuyer sur des mesures législatives et réglementaires contraignantes. Ces mesures prennent en compte de nombreuses études basées sur des données épidémiologiques et sanitaires, telle l'étude financée par la Direction générale de la Santé et pilotée par l’Observatoire français des drogues et des toxicomanies (OFDT). L'auteur de l’étude publiée en 2015, l'économiste Pierre Kopp, évalue le coût social du tabac pour la société française à 122 milliards d’euros, prenant en compte le coût des vies perdues (65 milliards pour les 78 966 décès annuels liés au tabac), des pertes de production (8,6 milliards) ou de la qualité de vie (31,6 milliards) des 13,4 millions de « consommateurs à problèmes », le montant des dépenses publiques de soins (25,9 milliards d'euros pour soigner 683 396 malades liés à la consommation de tabac), de prévention et de répression (182 millions), mais aussi les recettes des taxes (10,3 milliards) et les économies que représentent les retraites non versées (1,8 milliard).

### Règlementation européenne depuis 1989
Avec le développement du marché unique européen, la législation européenne évolue à l’échelle de l’Union en ce qui concerne les produits du tabac, en particulier avec la directive 89/622/CEE et la directive 2001/37/CE.
La directive 2014/40/UE du Parlement européen et du Conseil du 3 avril 2014 couvre notamment :
- les ingrédients et émissions des produits du tabac notamment les niveaux d’émissions maximaux de goudron, de nicotine et de monoxyde de carbone pour les cigarettes ;
- des aspects de l’étiquetage et du conditionnement des produits du tabac, notamment les avertissements sanitaires devant figurer sur les unités de conditionnement et sur tout emballage extérieur ;
- l’interdiction de mettre sur le marché les produits du tabac à usage oral ;
- la vente à distance transfrontalière de produits du tabac ;
- l’obligation de soumettre une notification concernant les nouveaux produits du tabac ;
- la mise sur le marché et l’étiquetage de certains produits connexes des produits du tabac, à savoir les cigarettes électroniques et les flacons de recharge, et les produits à fumer à base de plantes.

## Restrictions d'usage et de publicité
La loi prévoit notamment :
- l'interdiction de fumer dans les lieux publics fermés, ainsi que dans les établissements d'enseignement primaire et secondaire (école, collège, lycée), y compris à l'air libre ;
- l'interdiction de toute forme de publicité pour les produits du tabac, ainsi que du parrainage d'évènements par des entreprises liées au tabac ;
- un emballage uniforme pour toutes les marques, dépourvu de logo, avec pour seul élément distinctif le nom de la marque dans une police également uniforme, depuis le 1er janvier 2017 ;
- des avertissements sanitaires, dans un cadre noir et blanc d'une surface minimale de 65 % des faces avant et arrière de l'emballage.

### Loi Veil (1976)
Lire en ligne

Texte sur Légifrance

loi Évin
La loi Veil du 9 juillet 1976 réduit le champ de la publicité pour le tabac, et interdit aux fabricants de produits du tabac de parrainer des évènements s'adressant à un public mineur. Ce texte impose également que soit apposée sur les paquets de cigarettes la mention « abus dangereux ». Elle entre en vigueur le 10 juillet 1977.
La loi prévoit également des restrictions à la publicité, les premières interdictions de fumer dans certains lieux (locaux qui reçoivent des mineurs, hôpitaux ou locaux où l'on manipule l'alimentation) et des avertissements sanitaires sur les paquets,.

### Loi Évin (1991)
Lire en ligne

Lire sur Légifrance

loi Veil
À la suite de la loi Veil (Loi no 76-616 du 9 juillet 1976 relative à la lutte contre le tabagisme), la loi Évin (1991), codifiée dans le code de la santé publique et dans le code du travail, interdit notamment :
- de fumer dans les lieux affectés à un usage collectif (y compris les locaux des gares et moyens de transport), sauf dans les emplacements expressément réservés aux fumeurs ; ces lieux sont définis par décret ;
- la propagande ou publicité, directe ou indirecte, en faveur du tabac et des produits dérivés (y compris pour tous les événements sportifs en France, et elle s'applique aux retransmissions télévisées d'événements à l’étranger, en obligeant les chaînes à prendre toutes les mesures permettant de cacher ces publicités) ;
- toute distribution gratuite ;
- toute opération de parrainage liée au tabac.

### Mesures de 2005
Depuis fin 2005, l’interdiction de fumer s'étend à tous les avions (pour des raisons de sécurité) et à tous les trains. Depuis le 1er février 2007, elle s'applique aussi dans les gares. Certaines préfectures ont également pris des arrêtés ayant pour objet l'interdiction de fumer sur les quais, y compris à l'air libre.

### Décret de 2006 sur l'interdiction de fumer dans les lieux collectifs

#### Législation
Le décret no 2006-1386 du 15 novembre 2006 fixe les conditions d’application de l’interdiction de fumer dans les lieux affectés à un usage collectif. Il est entré en vigueur le 1er février 2007, sauf dans les débits permanents de boissons à consommer sur place, casinos, cercles de jeu, débits de tabac, discothèques, hôtels et restaurants, pour lesquels l'interdiction est entrée en vigueur le 2 janvier 2008. Il redéfinit les normes s'appliquant aux lieux qui peuvent être expressément réservés aux fumeurs. Ces lieux, appelés couramment fumoirs, doivent être fermés et ventilés spécifiquement, sans possibilité d'y délivrer de prestations (voir précisions plus bas). Le décret, défendu par le ministre de la Santé et des Solidarités Xavier Bertrand, répondait à une initiative d'Yves Bur, député du Bas-Rhin, qui avait déposé une proposition de loi allant dans le même sens en novembre 2005.

#### Mise en conformité des lieux de travail
- Dans les lieux affectés à un usage collectif, une signalisation apparente doit rappeler le principe de l’interdiction de fumer. Un modèle de signalisation accompagné d’un message sanitaire de prévention, conforme aux normes AFNOR, est déterminé par arrêté du ministre de la Santé.
- Si l’entreprise décide de créer des emplacements réservés clos, affectés à la consommation de tabac, les règles suivantes s'appliquent :

1. aucune prestation de service ne peut être délivrée ;
2. aucune tâche d’entretien et de maintenance ne peut y être exécutée sans que l’air ait été renouvelé, en l’absence de tout occupant, pendant au moins une heure ;
3. l’accès aux moins de 18 ans est strictement interdit.

- De plus, ces salles fumeurs doivent répondre à des normes très strictes :

1. être équipées d’un dispositif d’extraction d’air par ventilation mécanique permettant un renouvellement d’air minimal de dix fois le volume de l’emplacement par heure. Ce dispositif est entièrement indépendant du système de ventilation ou de climatisation d’air du bâtiment. Le local est maintenu en dépression continue d’au moins cinq pascals par rapport aux pièces communicantes.
2. être dotées de fermetures automatiques sans possibilité d’ouverture non intentionnelle
3. ne pas constituer un lieu de passage
4. présenter une superficie au plus égale à 20 % de la superficie totale de l’établissement au sein duquel les emplacements sont aménagés sans que la superficie d’un emplacement puisse dépasser 35 mètres carrés.

#### Que risquent les contrevenants en cas de non-respect du décret?
- Une contravention de 5e classe pour l'employeur : jusqu'à 750 euros d'amende par infraction s'il ne respecte pas les normes de fumoirs ou s'il ne met pas en place la signalisation. L'amende forfaitaire de base est de 135 euros
- Une contravention de 3e classe pour le fumeur : jusqu'à 450 euros d'amende par infraction s'il fume dans un des lieux mentionnés à l'article R3511-1, c’est-à-dire en dehors d'un emplacement mis à disposition des fumeurs. La première amende forfaitaire est de 68 euros.

### Obligations relatives à l'emballage
Depuis le 1er janvier 2017, les paquets de cigarettes doivent être vendus dans un emballage neutre, dépourvu de logo et uniformisé.
En outre, des avertissements sanitaires doivent figurer sur l'emballage. Un arrêté du 15 avril 2010, abrogé le 21 mai 2016, précisait la nature de ces avertissements.

### Restrictions d'usage dans les bois (2022)
Quelques mois après les violents incendies survenus à l'été 2022, le Sénat vote pour l'interdiction de fumer dans les bois et à 200 mètres de zones boisées, durant des périodes « à risque ».

### Plages, extérieur d'écoles et forêts domaniales (2023-2027)
Sur la période 2023-2027 sont introduites les interdictions de fumer sur les plages (2024), à l'extérieur des écoles ainsi que dans les bois et espaces verts de l'État. En juin 2025, un décret interdisant de fumer dans plusieurs lieux publics, à proximité des écoles et dans les lieux de rassemblement d'enfants est publié. Les cigarettes électroniques sont toutefois exemptées de cette interdiction.

## Restrictions d'importation et de vente

### Importations de tabac
Une circulaire du 3 septembre 2014 détermine la quantité de tabac que les voyageurs peuvent importer en France. Le quota d'importation dépend du pays visité : chaque voyageur de retour d'un pays de l'Union européenne peut transporter avec lui au maximum 800 cigarettes (4 cartouches), un kilogramme de tabac à fumer, 200 cigares et 400 cigarillos de 3 grammes chacun maximum (il est possible de rapporter plusieurs de ces produits mais aucun ne doit dépasser la quantité indiquée). Un voyageur peut être poursuivi pour « détention à titre commercial, quelles que soient les quantités transportées » en cas de « fausse déclaration ou dissimulation intentionnelle de tout ou partie des quantités détenues ». Cette quantité correspond au minimum imposé par l'Union européenne dans la directive 2008/118/CE du 16 décembre 2008.
Les voyageurs en provenance de pays n'appartenant pas à l'Union européenne sont quant à eux limités à 200 cigarettes, 250 grammes de tabac, 50 cigares ou 100 cigarillos, ou un assortiment de ces quantités (chaque quantité représente 100 % de la franchise), soit quatre fois moins que la quantité prévue par la directive 2008/118/CE pour les importations en provenance de l'UE. Pour les frontaliers travaillant dans un pays n'appartenant pas à l'Union européenne, ces seuils sont cinq fois inférieurs (40 cigarettes, 50 grammes de tabac, 10 cigares ou 20 cigarillos).
Le 8 juillet 2020, l'Assemblée nationale divise par quatre la quantité de tabac que chaque personne peut rapporter d'un pays de l'Union européenne. Cette quantité sera limitée à une cartouche de cigarettes par personne (200 cigarettes), 250 grammes de tabac, 50 cigares et 100 cigarillos ; contrairement aux importations en provenance des pays tiers, comme jusqu'à présent ces quantités restent toutefois cumulables. La mesure devrait entrer en vigueur le 1er août 2020,.
L’acheminement postal non déclaré de tabac est interdit et passible de saisie immédiate assortie d'une amende fiscale payable par le destinataire.
Le 5 décembre 2014, les députés votent une loi interdisant l'achat de tabac à distance ; les contrevenants sont passibles de cinq ans de prison ferme.
Les ventes hors taxes dans les aéroports sont interdites pour les vols intracommunautaires depuis le 1er juillet 1999.

### Interdiction de vente et d'offre aux personnes mineures
L'article 98 de la loi no 2009-879 du 21 juillet 2009, dite « loi Hôpital, patients, santé et territoires », modifie les articles L3511-2, L3511-2-1 et L3512-1-1 du code de la santé publique. En particulier, il augmente de 16 à 18 ans l'âge limite d'interdiction de vendre du tabac. Les sanctions en cas de non-respect de cette interdiction sont fixées par un décret du 25 mai 2010.
Ainsi, vendre ou offrir des cigarettes à une personne mineure est interdit depuis 2009 aux termes de l'article L3511-2-1 du Code de la santé publique, abrogé et remplacé par l'article L3512-12 par l'ordonnance no 2016-623 du 19 mai 2016 portant transposition de la directive de l'Union européenne 2014/40/UE. L'interdiction est étendue aux cigarettes électroniques par l'article 36 de la loi no 2014-344 du 17 mars 2014 relative à la consommation.

### Monopole de vente

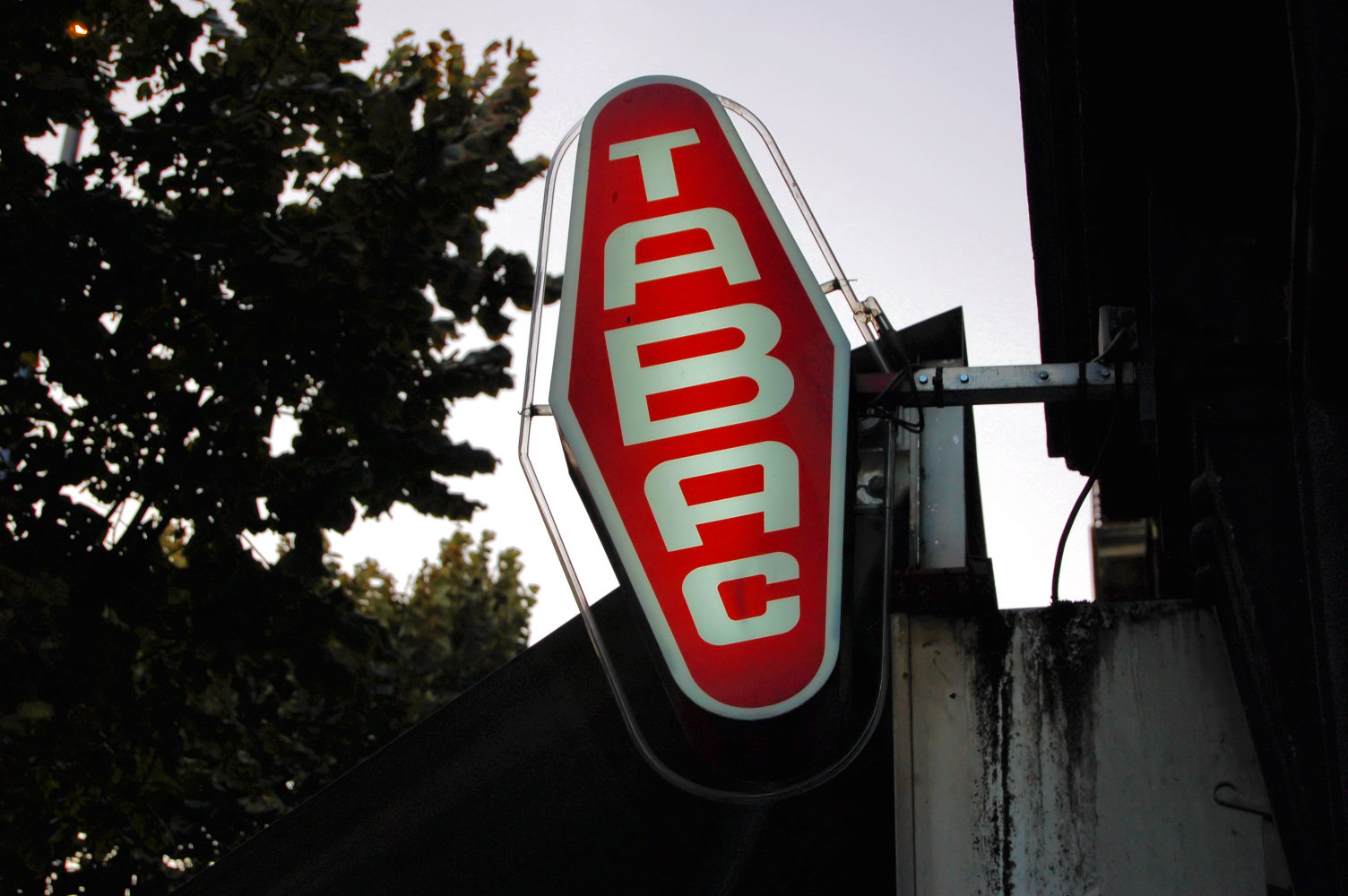
« Carotte » signalant un point de vente de tabac en France.

La distribution auprès des points de vente est effectuée en quasi-totalité par Altadis distribution. Seuls quelques distributeurs spécialisés dans les cigares ou le tabac à pipe sont également présents.
La vente au détail est réservée, en France, à l'administration (en l'occurrence celle des douanes) qui exerce ce monopole par l'intermédiaire de débitants ayant le titre de préposés.
Depuis 1906, les débits de tabac sont tenus d'arborer en façade une enseigne standardisée, la « carotte », représentation stylisée des carottes de tabac du XVIe siècle.

« à titre obligatoire, l'enseigne traditionnelle de la profession, communément appelée « carotte ». Elle est représentée par un losange, de couleur rouge, sur lequel peut éventuellement être portée la seule mention « tabac », ou tricolore de couleurs bleu, blanc et rouge. La « carotte » respecte les modèles et marques déposés auprès de l'INPI par l’État ou par l'organisation professionnelle représentative sur le plan national des débitants de tabac. Munie ou non d'un dispositif d'éclairage, elle est fixée à l'extérieur du débit de tabac »

— Arrêté du 6 septembre 2016 relatif à la signalétique des débits de tabac

### Taxation
La vente du tabac fait l'objet d'une taxation particulière, qui comporte deux catégories de droits d'accise, la part spécifique et la part proportionnelle.
L'ensemble des taxes, TVA comprise, représente 80 % du prix de vente en 2018.
Les prix de vente des tabacs manufacturés en France, hors départements d'outre-mer, font l'objet d'une homologation par le ministre des Solidarités et de la Santé et le ministre délégué auprès du ministre de l'Économie, des Finances et de la Relance, chargé des comptes publics.

### Composition des produits
Le ministère de la Santé fixe la teneur maximale en goudron des cigarettes par arrêté ; certains additifs sont par ailleurs interdits.